# Bolitoglossa sooyorum
Bolitoglossa sooyorum là một loài kỳ giông thuộc họ Plethodontidae.
Loài này có ở Costa Rica và có thể có ở Panama.
Môi trường sống tự nhiên của chúng là vùng núi ẩm nhiệt đới hoặc cận nhiệt đới.
Chúng hiện đang bị đe dọa vì mất môi trường sống.